# Pontão
Pontão är en kommun i Brasilien.   Den ligger i delstaten Rio Grande do Sul, i den södra delen av landet, 1 400 km söder om huvudstaden Brasília. Antalet invånare är 3 857.
Trakten runt Pontão består till största delen av jordbruksmark. Runt Pontão är det mycket glesbefolkat, med 7 invånare per kvadratkilometer.